# Socorro
Socorro là một khu tự quản thuộc tỉnh Santander, Colombia. Thủ phủ của khu tự quản Socorro đóng tại Socorro Khu tự quản Socorro có diện tích 136 ki lô mét vuông. Đến thời điểm ngày 28 tháng 5 năm 2005, khu tự quản Socorro có dân số 22475 người.